# Amenhotep (herceg)
Amenhotep (ỉmn-ḥtp, „Ámon elégedett”) ókori egyiptomi herceg a XVIII. dinasztia idején; II. Amenhotep fia és valószínűleg kijelölt örököse.
Ptah papja volt. Nevét gyakran említi egy adminisztrációs ügyekkel foglalkozó papirusz, mely ma a British Museumban található. A gízai Szfinx közelében talált sztélén, melyről a rajta ábrázolt Ptah-pap nevét kivésték, valószínűleg őt ábrázolják.
Valószínűleg fiatalon meghalt, mert nem ő, hanem testvére, IV. Thotmesz lett a fáraó.